# Glopenesranen
Der Glopenesranen (norwegisch für Schluchtnasenspitze) ist ein Nunatak im ostantarktischen Königin-Maud-Land. In der Orvinfjella ragt er am nördlichen Ende des Vorgebirges Glopeneset auf der Südseite der Glopeflya auf.
Erste Luftaufnahmen entstanden bei der Deutschen Antarktischen Expedition 1938/39 unter der Leitung Alfred Ritschers. Norwegische Kartografen, die ihn auch benannten, kartierten den Nunatak anhand von Luftaufnahmen und Vermessungen der Dritten Norwegischen Antarktisexpedition (1956–1960).